# Volkmar Wittmütz
Volkmar Wittmütz (* 30. April 1940 in Bremen) ist ein deutscher Historiker, Lehrer und Hochschullehrer.

## Leben
Wittmütz studierte Geschichte, Anglistik und Romanistik an den Universitäten Tübingen, Würzburg und München. Die Staatsexamina legte er 1965 und 1968 an der Universität München ab. 1970 wurde er an der Universität München bei Karl Bosl promoviert. 1980 habilitierte er sich an der Gesamthochschule Wuppertal. Dort lehrte er als außerplanmäßiger Professor für Regionalgeschichte und Frühe Neuzeit.
Hauptberuflich unterrichtete er als Lehrer an einem Wuppertaler Abendgymnasium. 1991 übernahm er einen Lehrauftrag an der Kirchlichen Hochschule Wuppertal. Zeitweilig war er Vorsitzender des Ausschusses für Kirchengeschichte der Evangelischen Kirche im Rheinland und der Abteilung Wuppertal des Bergischen Geschichtsvereins (BGV). Er war Mitherausgeber der Zeitschriften Romerike Berge und Geschichte im Wuppertal.
Seine Forschungsschwerpunkte sind die Kirchengeschichte sowie die Regional- und Lokalgeschichte.
Am 6. Mai 2023 wurde Volkmar Wittmütz die Crecelius-Medaille des BGV verliehen.

## Schriften (Auswahl)
- Die Gravamina der bayerischen Stände im 16. und 17. Jahrhundert als Quelle für die wirtschaftliche Situation und Entwicklung Bayerns. Wölfle, München 1970 (Dissertation).
- Arbeit – Ein Unterrichtsmodell und Arbeitsheft (= Beiträge zur Fachdidaktik. 32). Henn, Ratingen 1975.
- Das Römische Reich als Beispiel imperialer Herrschaft (= Unterrichtsmodell Geschichte). Hirschgraben, Frankfurt am Main 1976.
- Schule der Bürger. Die höhere Schule im Wuppertal 1800–1850 im Spannungsfeld zwischen bürgerlichem Gestaltungswillen und staatlicher Reglementierung. Hammer, Wuppertal 1981.
- 100 Jahre Bergische Diakonie Aprath. Rheinland-Verlag, Köln 1982.
- Die Französische Revolution (= Unterrichtsmodell Geschichte). Hirschgraben, Frankfurt am Main 1983.
- Mit Günther van Norden und Paul-Gerhard Schoenborn: Wir verwerfen die falsche Lehre. Peter Hammer, Wuppertal 1984.
- Mit Hermann de Buhr und Martin Wittenberg: Marienheide – Chronik einer Gemeinde, Gummersbach 1986.
- Mit Günther van Norden (Hrsg.): Evangelische Kirche im Zweiten Weltkrieg. Rheinland-Verlag, Köln 1991.
- Mit Hermann de Buhr und Heinrich Küppers (Hrsg.): Die Bergischen – „ein Volk von zugespitzter Reflexion“. Festschrift für Karl-Hermann Beeck. Born-Verlag, Wuppertal 1992.
- Mit Hermann de Buhr und Heinrich Küppers (Hrsg.): Kirche im Spannungsfeld von Staat und Gesellschaft. Festschrift für Günther van Norden. Rheinland-Verlag, Köln 1993.
- 200 Jahre Concordia. Born-Verlag, Wuppertal 2001.
- mit Peter Andreas: Langenberger Spuren-Lese. Porträts aus drei Jahrhunderten 1638–1895. Scala, Velbert 2010.
- Kleine Wuppertaler Stadtgeschichte. Pustet, Regensburg 2013.
- Hrsg.: Günther van Norden: Gottes Wort ist Zuspruch und Anspruch. Aufsätze zur Kirchlichen Zeitgeschichte. Evangelische Verlagsanstalt, Leipzig 2018.

Aufsätze
- Stände und Absolutismus. In: Geschichte in Wissenschaft und Unterricht 23 (1972), S. 672–681.
- Ökonomische Aspekte der Vermögensbildung. In: Gegenwartskunde 24 (1975), S. 137–149.
- Zur Problematik einer historischen Pädagogik. In: Pädagogische Rundschau 31 (1977), S. 126–142.
- Die Expansion Roms – Zur Relevanz eines historischen Phänomens. In: Geschichte in Wissenschaft und Unterricht 28 (1977), S. 449–460.
- Der Schulkampf in Elberfeld in den 1830er Jahren. In: Monatshefte für Evangelische Kirchengeschichte des Rheinlandes 29 (1980), S. 123–132.
- Das kommunale Budget in Elberfeld und Barmen während des 19. Jahrhunderts als Indikator für Gründerzeit. In: Karl-Hermann Beeck (Hrsg.): Gründerzeit. Rheinland-Verlag, Köln 1984, S. 246–276.
- Le Duché de Berg vers 1800. Structure politique, économique, sociale. In: Région, Nation, Europe. Unité et Diversité des processus sociaux et culturels de la Révolution francaise. Besancon 1991, S. 171–180.
- Zwischen Schule und Fabrik. In: Burkhard Dietz, Ute Lange, Manfred Wahle (Hrsg.): Jugend zwischen Selbst- und Fremdbestimmung. Winkler, Bochum 1996, S. 43–62.
- Oberbergische Geschichte 1815–1860. In: Klaus Goebel (Hrsg.): Oberbergische Geschichte, Bd. 2, Wiehl 1998, S. 101–224.
- La France en Rhénanie 1798–1814. In: Claude Mazauric (Hrsg.): Frontières et espaces frontaliers du Léman à la Meuse. Actes du colloque à Nancy 25–27 novembre 2004. Presses universitaire, Nancy 2007, S. 217–230.